# Анатомо-терапевтично-хімічна класифікація
Анатомо-терапевтично-хімічна класифікація — (АТХ, англ. Anatomical Therapeutic Chemical Classification System (ATC)) — міжнародна система класифікації лікарських засобів. У профільних галузях використовують скорочення АТХ-класифікація або англ. ATC.

## Історія виникнення
У 1960-х з'явились перші дослідження у сфері споживання лікарських засобів (en. Drug Utilization Research) — нової галузі фармакоепідеміології.
Основоположна робота була зроблена двома консультантами регіонарного офісу ВООЗ у Європі Engel та Siderius(Нідерланди).
Їхнє дослідження щодо використання ліків у шести європейських країнах за період 1966—1967 років показало значні відмінності у споживанні ліків між популяційними групами. За результатами дослідження регіональний офіс ВООЗ провів симпозіум у Осло в 1969 під назвою «Споживання ліків». На ньому було узгоджено, що для дослідження споживання ліків необхідна їх міжнародна система класифікації.
Також була створена European Drug Utilization Research Group (DURG), що повинна була займатись розробкою методів вивчення споживання лікарських засобів, які б можна було ефективно застосовувати у різних країнах.
У 1981 АТС-класифікація прийнята Європейським бюро ВООЗ за основу при проведенні досліджень про споживання лікарських засобів.

## Структура
ATC підрозділяє лікарські засоби на групи, що мають п'ять різних рівнів. Кожен рівень класифікації має буквений або цифровий код.
На першому рівні нараховується 14 основних груп (без групи Q):
A Травна система та обмін речовин
B Кров і кровотворні органи
C Серцево-судинна система
D Дерматологічні засоби
G Сечостатева система та статеві гормони
H Препарати гормонів для системного застосування, крім статевих гормонів та інсулінів
J Протимікробні засоби для системного застосування
L Антинеопластичні та імуномодулюючі засоби
M Опорно-руховий апарат
N Нервова система
P Протипаразитарні засоби, інсектициди та репеленти
R Респіраторна система
S Органи чуття
V Різні засоби

Кожна група першого рівня, поділяється на терапевтичні/фармакологічні підгрупи (другий та третій рівні). Четвертий рівень представлений терапевтичними/фармакологічними/хімічними підгрупами; п’ятий — хімічною речовиною (АФІ). Другий–четвертий рівень ЛЗ нерідко використовують для визначення фармакологічних підгруп (коли це є більш адекватним, ніж визначення терапевтичних та хімічних підгруп).